# Brother and Sister
«Brother and Sister» es un disco sencillo promocional publicado del grupo inglés de música electrónica Erasure, lanzado en 1990.

## Descripción
Brother and Sister fue editado solo en Rusia como sencillo promocional.

Este sencillo promocional presenta la versión incluida en el álbum Wild!.

## Lista de temas
| Brother and Sister 5 1/2" |                                   |              |          |  |
| N.º                       | Título                            | Escritor(es) | Duración |  |
| 1.                        | «Brother and Sister» (versión LP) | Clarke/Bell  |          |  |

## Créditos
Brother and Sister fue escrita por Clarke/Bell.